# 메이필드 포
메이필드 포(The Mayfield Four)는 미국 워싱턴주 스포캔에서 결성된 얼터너티브 록 밴드이다. 1996년 결성되었으며, 정규 음반 두 장을 발매하였으며 2002년 공식적으로 해체하였다.

## 역사
메이필드 포는 1996년 중반 워싱턴주 스포캔에서 네 명의 멤버로 결성되었다. 결성 당시 구성원은 마일즈 케네디(리드 보컬, 리드 기타), 크레이그 존슨(리듬 기타), 마티 마이스너(베이스), 지아 우딘(드럼)이었다. 1996년 데모 《Thirty Two Point Five Hours》를 녹음하였다.
1997년 라이브 EP 《Motion》을 발매하였고, 1998년 5월 데뷔 음반 《Fallout》을 발매하였으나, 큰 성공을 거두는 데에는 실패하였다. 1999년 존슨이 밴드를 탈퇴한 후에는 3인조 밴드로 활동하였다. 두 번째 음반 《Second Skin》은 2001년에 발매되었다. 이 음반의 공연 기간에는 알레산드로 코르티니가 리듬 기타와 배킹 보컬을 맡았다. 이 음반도 성공을 거두는 데에 실패하면서 2002년에 밴드는 해체하게 되었다. 멤버들은 현재 다른 밴드에서 활동 중이며, 마일스 케네디는 얼터 브리지의 보컬로 활동하고 있다.

## 멤버
- 마일즈 케네디(Myles Kennedy) - 리드 보컬, 리드 기타(1996년 ~ 2002년)
- 지아 우딘(Zia Uddin) - 드럼, 타악기(1996년 ~ 2002년)
- 마티 마이스너(Marty Meisner) - 베이스(1996년 ~ 2002년)
- 알레산드로 코르티니(Alessandro Cortini) - 기타, 보컬(2000년 ~ 2002년)

### 이전 멤버
- 크레이그 존슨(Craig Johnson) - 리듬 기타(1996년 ~ 1999년)

## 음반 목록

### 정규 음반
- 《Fallout》(1998년)
- 《Second Skin》(2001년)

### EP
- 《Motion》(1997년)

### 데모
- 《Thirty Two Point Five Hours》(1996년)